# Dig
dig — утиліта Unix-систем, що надає користувачеві інтерфейс командного рядка для звернення до системи DNS (DNS-клієнт).  Dig англійською значить «копати», але формально — це скорочення від «domain information groper». Дозволяє задавати різні типи запитів і запитувати довільно вказувані сервера. Має більше можливостей ніж подібна утиліта nslookup.
Якщо в аргументах не вказано DNS-сервер, то буде використано перший сервер з файлу /etc/resolv.conf.

## Приклади використання
В даному випадку ми опитуємо А-запис для домену wikipedia.org з першого доступного сервера DNS:
```
# dig wikipedia.org A
; <<>> DiG 9.2.4 <<>> wikipedia.org a
;; global options:  printcmd
;; Got answer:
;; ->>HEADER<<- opcode: QUERY, status: NOERROR, id: 30077
;; flags: qr rd ra; QUERY: 1, ANSWER: 1, AUTHORITY: 0, ADDITIONAL: 0

;; QUESTION SECTION:
;wikipedia.org.                 IN      A 

;; ANSWER SECTION:
wikipedia.org.          1724    IN      A       208.80.152.2

;; Query time: 14 msec
;; SERVER: 80.91.160.9#53(80.91.160.9)
;; WHEN: Sun Aug  2 09:21:38 2009
;; MSG SIZE  rcvd: 47
```

Зараз ми опитуємо сервер DNS для домену wikipedia.org. По даній інформації можна побачити, що домен підтримується 3-ма серверами DNS (ns2.wikimedia.org, ns0.wikimedia.org, ns1.wikimedia.org):
```
# dig wikipedia.org NS
; <<>> DiG 9.2.4 <<>> wikipedia.org NS
;; global options:  printcmd
;; Got answer:
;; ->>HEADER<<- opcode: QUERY, status: NOERROR, id: 6460
;; flags: qr rd ra; QUERY: 1, ANSWER: 3, AUTHORITY: 0, ADDITIONAL: 3

;; QUESTION SECTION:
;wikipedia.org.                 IN      NS

;; ANSWER SECTION:
wikipedia.org.          79965   IN      NS      ns2.wikimedia.org.
wikipedia.org.          79965   IN      NS      ns0.wikimedia.org.
wikipedia.org.          79965   IN      NS      ns1.wikimedia.org.

;; ADDITIONAL SECTION:
ns0.wikimedia.org.      79965   IN      A       208.80.152.130
ns2.wikimedia.org.      79965   IN      A       91.198.174.4
ns1.wikimedia.org.      79965   IN      A       208.80.152.142

;; Query time: 0 msec
;; SERVER: 80.91.160.9#53(80.91.160.9)
;; WHEN: Sun Aug  2 09:27:28 2009
;; MSG SIZE  rcvd: 143
```

Наступний синтаксис команди дасть інформацію про MX-запис, який віддає сервер DNS ns0.wikimedia.org:
```
dig wikipedia.org @ns0.wikimedia.org mx

; <<>> DiG 9.2.4 <<>> wikipedia.org @ns0.wikimedia.org mx
; (1 server found)
;; global options:  printcmd
;; Got answer:
;; ->>HEADER<<- opcode: QUERY, status: NOERROR, id: 6361
;; flags: qr aa rd; QUERY: 1, ANSWER: 2, AUTHORITY: 0, ADDITIONAL: 2

;; QUESTION SECTION:
;wikipedia.org.                 IN      MX

;; ANSWER SECTION:
wikipedia.org.          3600    IN      MX      10 mchenry.wikimedia.org.
wikipedia.org.          3600    IN      MX      50 lists.wikimedia.org.

;; ADDITIONAL SECTION:
mchenry.wikimedia.org.  3600    IN      A       208.80.152.186
lists.wikimedia.org.    3600    IN      A       91.198.174.5

;; Query time: 176 msec
;; SERVER: 208.80.152.130#53(208.80.152.130)
;; WHEN: Sun Aug  2 09:32:52 2009
;; MSG SIZE  rcvd: 119
```